# Kurt Schrimm
Kurt Schrimm (* 29. Juni 1949 in Stuttgart) ist ein deutscher Staatsanwalt und war von September 2000 bis September 2015 Leiter der Zentralen Stelle der Landesjustizverwaltungen zur Aufklärung nationalsozialistischer Verbrechen in Ludwigsburg.

## Leben
Schrimm trat nach dem Studium der Rechtswissenschaften am 1. August 1979 in den höheren Justizdienst des Landes Baden-Württemberg ein. Er war als Gerichtsassessor beim Landgericht und der Staatsanwaltschaft Stuttgart tätig, ab 1982 als Staatsanwalt. 1986 wurde ihm die Aufgabe des zuständigen Staatsanwalts für Ermittlungsverfahren wegen Mordes im Zusammenhang mit nationalsozialistischen Gewaltverbrechen für den gesamten OLG-Bezirk Stuttgart übertragen. Er ermittelte gegen den 1987 festgenommenen und 1992 zu lebenslanger Haft verurteilten SS-Oberscharführer Josef Schwammberger und 1988 auch gegen den in internationalen Medien als „Schlächter von Genua“ bezeichneten Friedrich Engel. 1998 wurde Schrimm zum Oberstaatsanwalt ernannt und hatte von Ende September 2000 bis Ende September 2015 als Nachfolger Willi Dreßens die Leitung der Zentralen Stelle der Landesjustizverwaltungen zur Aufklärung nationalsozialistischer Verbrechen in Ludwigsburg inne. 2009 wurde er zum Leitenden Oberstaatsanwalt befördert. Schrimms Nachfolger wurde im Oktober 2015 Jens Rommel.
Am 6. April 2013 gab Schrimm als Leiter der Zentralen Stelle bekannt, dass seine Behörde Vorermittlungen gegen 50 frühere Aufseher des Vernichtungslagers Auschwitz-Birkenau einleiten wird. Der Vorwurf laute auf Beihilfe zum Mord. Er halte es seit dem Urteil gegen John Demjanjuk, der Wachmann im Vernichtungslager Sobibor war, für aussichtsreich, gegen KZ-Aufseher Prozesse zu führen. Dies gelte auch für den Fall, wenn keine Zeugenaussagen für eine direkte Tatbeteiligung zur Verfügung stehen würden.
2016 wurde Schrimm der Verdienstorden des Landes Baden-Württemberg verliehen.
Kurt Schrimm ist verheiratet und hat zwei erwachsene Kinder.

## Publikationen
- Betrachtung zum Verfahren gegen Josef Schwammberger. In: Alfred Gottwaldt u. a. (Hrsg.): NS-Gewaltherrschaft. Beiträge zur historischen Forschung und juristischen Aufarbeitung. Edition Hentrich, Berlin 2005, ISBN 978-3-89468-278-1, S. 420–434.
- Schuld, die nicht vergeht. Den letzten NS-Verbrechern auf der Spur.[6] Heyne, München 2017, ISBN 978-3-453-20119-4.